# Tårbjörk
Tårbjörk (Betula pendula 'Youngii') är en sort av växtarten vårtbjörk (Betula pendula). Sorten skiljs bland annat genom mycket kraftigt hängande paraplyformade grenar, huvudgrenarna är nedåtsluttande. Trädet blir max 7 meter. Bladen är som vårtbjörk. Tårbjörkens ursprung är från England omkring 1873. De odlas som parkträd och trädgårdsväxt i Sverige och är härdig till zon 6.
Tårbjörken är populär på kyrkogårdar eftersom den ger ett ganska sorgset intryck.